# Cappella del Real Monte Manso di Scala
La cappella del Real Monte Manso di Scala è uno storico luogo di culto di Napoli, sito nel Seminario dei Nobili nel pieno centro antico di Napoli.

## Storia e descrizione
La cappella venne progettata da Mario Gioffredo nel 1748, su commissione gesuitica.
Circa due secoli dopo i bombardamenti della Seconda Guerra Mondiale inflissero gravi danni al Palazzo del Seminario dei Nobili, causando l'abbandono della cappella che subì ulteriori danni con il terremoto del 1980. Solo nel 2009 la Fondazione del Real Monte Manso di Scala è riuscita a condurne in porto il restauro.
La cappella è posta al terzo piano del palazzo, al di sopra della celebre Cappella Sansevero. Si accede ad essa, salendo per una balaustra lignea che conduce alle due porte lignee d'accesso. Come accennato sopra, il terremoto del 1980 causò dei gravi danni, consistenti nella perdita del soffitto e del pavimento in cotto e maiolica di Giuseppe Massa. Tuttavia, rimangono ancora molte testimonianze d'arte al suo interno. Al di sopra dell'ingresso vi è una tela settecentesca mistilinea con la scena del Compianto sul Cristo Morto e sopra quest'ultima la cantoria lignea con l'organo d'inizio Ottocento. In fondo all'aula è posizionato un pregevole e imponente altare in legno intagliato e dipinto sul quale sono poggiate le sei statue in legno policromo dei santi Ignazio Loyola e Francesco Saverio e dei quattro arcangeli e alle spalle del quale vi è la cona che accoglie la pregevole pala della Madonna con il Bambino e Santi Gesuiti di Francesco De Mura (datata 1758). Accanto all'altare maggiore, sulla sinistra, una teca dalle forme bizzarre custodisce la statua lignea dell'Immacolata Concezione con puttini di Nicola Ingaldi, mentre i due laterali sono sormontati dalle due tele, raffiguranti San Giovanni Battista e San Michele Arcangelo. Un'aggiunta contemporanea importante al contenuto artistico ivi visibile è stata apportata dall'artista Giuseppe Corcione, il quale nel 2011 ha realizzato per la cappella il Cristo Svelato,  opera pensata per "dialogare" idealmente con il vicino Cristo Velato. Nel 2023 la Fondazione ha commissionato la realizzazione di due busti, ritraenti Giovan Battista Manso e Pedro Fernandez de Castro VII conte di Lemos allo scultore Riccardo Ruggiano. I due intrattenero un rapporto stretto, come testimonia il fatto che fu lo stesso viceré spagnolo ad approvare la fondazione dell'Accademia degli Oziosi voluta dallo stesso marchese Manso.
Negli ambienti della Fondazione del Real Monte Manso di Scala sono esposti dipinti (tra i quali meritano di essere menzionati la Madonna del Rosario con i santi Domenico e Caterina da Siena del De Mura e un ritratto seicentesco di Giovan Battista Manso), busti, sculture lignee, arredi e paramenti in seta di San Leucio. Si conserva anche un archivio storico di grande interesse.

## Altre immagini

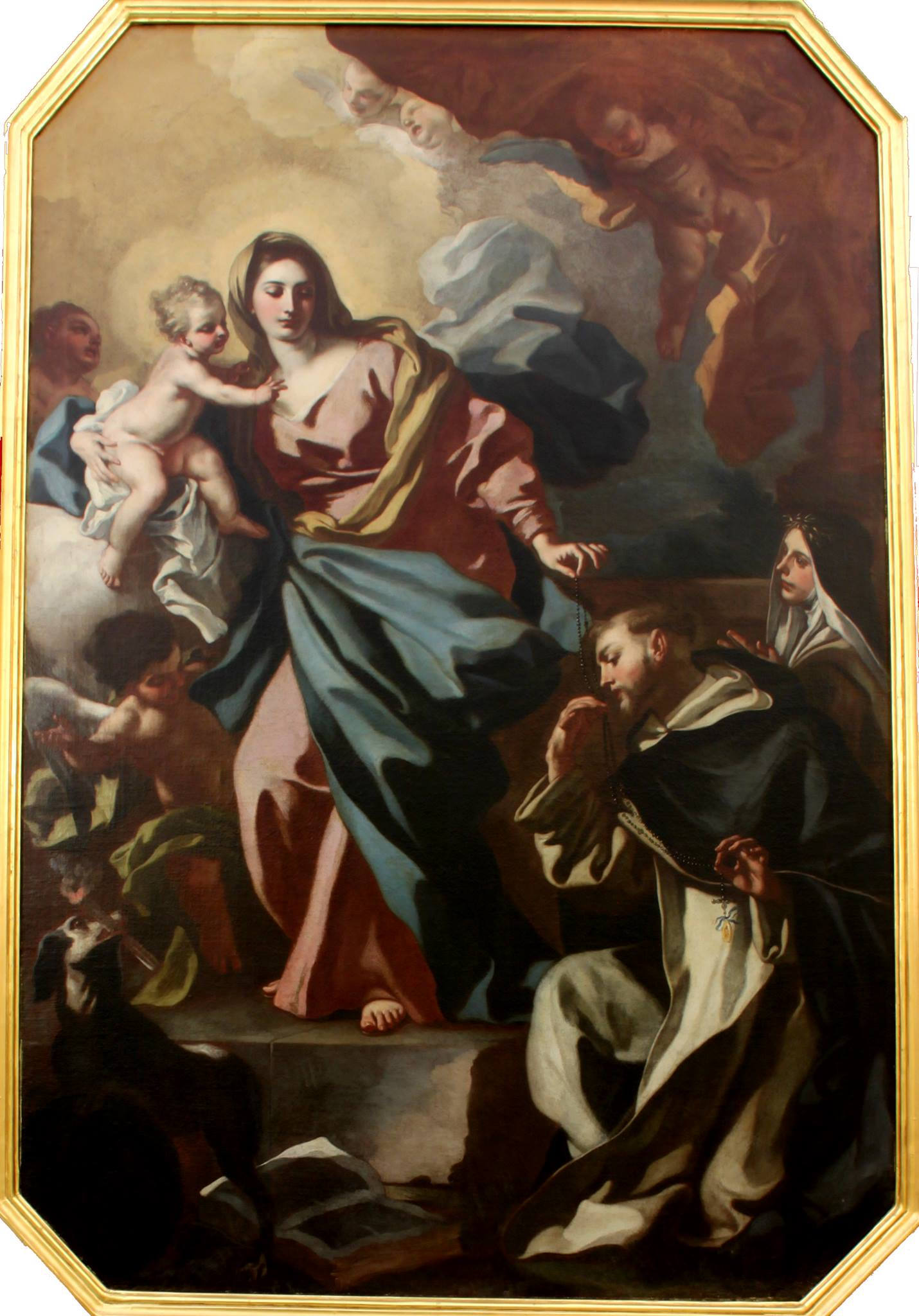
La Madonna del Rosario di Francesco De Mura